# Фульдские анналы

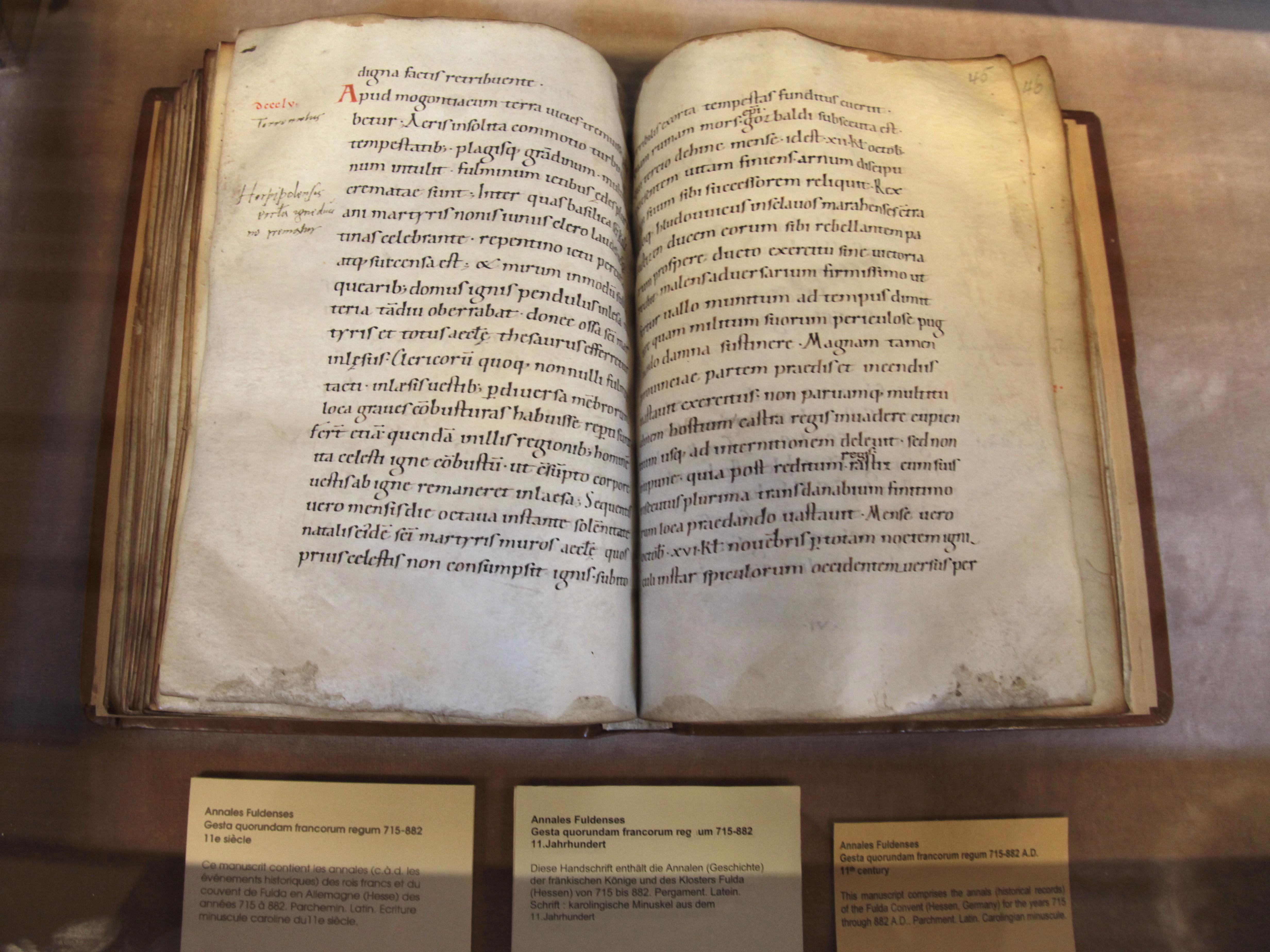
Фульдские анналы в кодексе XI века

Фу́льдские анна́лы (иногда — Фульдская летопись; лат. Annales Fuldenses) — исторический источник, освещающий события во Франкском государстве с 680 года по 901 год.
Наиболее ценной является часть анналов с 838 года, описывающая события в Восточно-Франкском королевстве. Анналы получили название по месту, где была составлена их бо́льшая часть и где хранилась их рукопись — Фульдскому аббатству.

## Авторство
В соответствии с тем, что авторов «Фульдских анналов» было несколько, сочинение принято делить на ряд частей. Предполагается, что автором первой части был Эйнхард: эта часть также известна под названием «Анналы Эйнхарда». Вторая часть «Фульдских анналов» составлена работавшим в Майнце Рудольфом Фульдским: это так называемые «Анналы Рудольфа». Третья часть «Фульдских анналов» написана учеником Рудольфа, монахом Фульдского монастыря Мейнхардом.

## Содержание
«Когда знатные люди измерили территорию империи и разделили её на три части, в августе в одном из городов Галлии, называемом Верден, собрались три короля и поделили империю. Людовик получил восточную часть, Карл — западную, а старший по возрасту, Лотарь — часть, лежащую между ними. После того, как они заключили мир и клятвой подтвердили его, они отправились каждый в свою область, чтобы защищать её и поддерживать порядок.»
В первой части «Фульдских анналов» описываются события до 838 года. Это компиляция из «Лоршских анналов» и других ранних франкских анналов. С 741 года основным источником для автора «Фульдских анналов» были «Анналы королевства франков». Это наименее ценная часть анналов, так как её первоисточники дошли до нашего времени.
Во второй части «Фульдских анналов» освещаются события 838—864 годов. Первые годы описаны ретроспективно, затем идут современные событиям записи. Это уже полностью самостоятельное сочинение, ещё описывающее историю всего Франкского государства, однако исключительно с позиции правителей Восточно-Франкского королевства. В нём главной темой является борьба короля Людовика II Немецкого за гегемонию в бывшей империи Людовика I Благочестивого. Она содержит призывы к новому объединению Франкского государства под властью монархов Восточно-Франкского королевства. Кроме этого освещаются внутренние события и борьба с норманнами. Начиная с 860 года описываются преимущественно события в восточной части бывшего Франкского государства.
В третьей часть «Фульдских анналов» описываются события 864—882 годов. В этой части анналов внимание автора уже полностью сосредоточено на событиях в Восточно-Франкском королевстве: упоминания о событиях вне его очень редки. После 882 года «Фульдские анналы» распадаются на два самостоятельных дополнения: по месту их создания они получили названия «Майнцское продолжение» и «Баварское продолжение».
«Майнцское продолжение „Фульдских анналов“» содержит сведения о событиях до 887 года. Оно написано персоной близкой к архиепископу Майнца Лиутберту. Интересы автора сосредоточены на Франконии. Все события трактуются им с точки зрения интересов правителей Восточно-Франкского королевства.
«Баварское продолжение „Фульдских анналов“» содержит сведения о событиях до 901 года. Оно составлено в Регенсбурге. В этой части так же представлена история только Восточно-Франкского королевства. Особое внимание уделено отношениям восточных франков со славянами, данами и венграми.

## Значение анналов
«Фульдские анналы» являются главным нарративным источником по истории Восточно-Франкского королевства. Подобным же источником для Западно-Франкского королевства являются «Бертинские анналы». Вместе со сведениями из хроники Регино Прюмского «Фульдские анналы» представляют достаточно полную картину истории восточной части Франкского государства в период правления династии Каролингов.

## Издания
- На латинском языке:
  - Annales Fuldenses. — Monumenta Germaniae Historica. Scriptores. Scriptores (in Folio) (SS). 1. Annales et chronica aevi Carolini. — Hannover: Impensis Bibliopolii Avlici Hahniani, 1826. — P. 337—415. — 660 p.
  - Annales Fuldenses. — Monumenta Germaniae Historica. Scriptores. Scriptores rerum Germanicarum in usum scholarum separatim editi (SS rer. Germ.). 7. — Hannover: Impensis Bibliopolii Hahniani, 1891. — 152 p.
- На русском языке:
  - Фульдские анналы / перевод и комментарии И. В. Дьяконова // Хроники королевства франков конца VII — начала X в.. — М. : SPSL — Русская панорама, 2023. — С. 321—434. — (MEDIÆVALIA: средневековые литературные памятники и источники). — ISBN 978-5-93165-499-7.
  - Фульдские анналы. Годы 829—863. Восточная литература. Дата обращения: 1 декабря 2010.